# Höhenberg (berg i Österrike, Niederösterreich)
Höhenberg är ett berg i Österrike.   Det ligger i distriktet Lilienfeld och förbundslandet Niederösterreich, i den östra delen av landet, 50 km sydväst om huvudstaden Wien. Toppen på Höhenberg är 1 025 meter över havet, eller 486 meter över den omgivande terrängen. Bredden vid basen är 7,3 km.
Terrängen runt Höhenberg är huvudsakligen kuperad. Närmaste större samhälle är Lilienfeld, 12,4 km väster om Höhenberg. 
I omgivningarna runt Höhenberg växer i huvudsak blandskog. Runt Höhenberg är det ganska tätbefolkat, med 65 invånare per kvadratkilometer.